# Abutilon menziesii
La ko'oloa'ula (Abutilon menziesii Seem.) è una pianta appartenente alla famiglia delle Malvacee, endemica dell'arcipelago delle Hawaii.
La specie fu denominata in onore di Archibald Menzies, chirurgo e naturalista scozzese.

## Descrizione

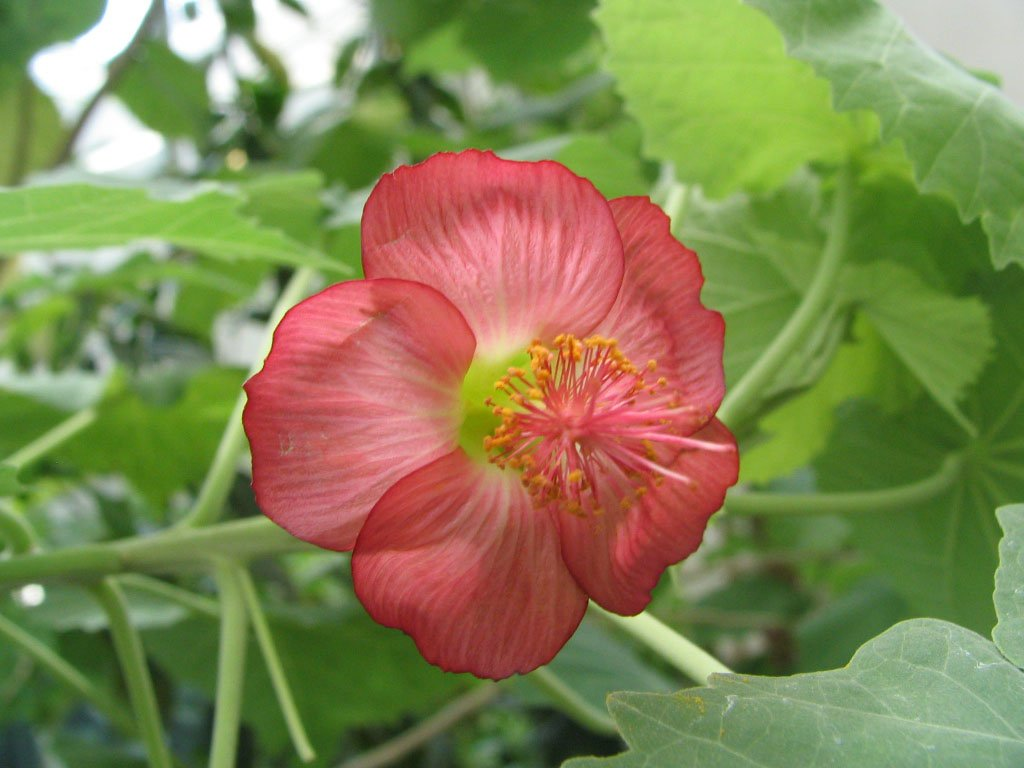
fiore

Arbusto perenne alto 2–3 m a rapida crescita, con rami vellutati per la presenza di peli.
Le foglie sono verdi-argentate, di forma cordata, margine dentato e nervatura palmata
I fiori sono singoli, molto appariscenti, pendenti verso il basso; hanno corolla a 5 petali di colore dal marrone al rosa, con parte interna centrale gialla.Gineceo e androceo sono molto sviluppati.
Il frutto è una capsula) dura, di colore marrone scuro, lunga 2,5–20 cm contenente 18-24 piccoli semi a tasso di germinazione elevato.

## Distribuzione e habitat
La ko'oloa'ula è presente nelle isole Hawaii, Molokai, Lanai e Oahu con 10 piccole subpopolazioni per un totale di 400-500 individui. Frequenta pendii e altipiani con vegetazione arbustiva, compresi i siti con antiche colate laviche.

## Conservazione
Specie con popolazione ridotta e sottoposta alla degradazione dell'habitat causata dall'introduzione di specie aliene e dalla antropizzazione. Senza urgenti misure di salvaguardia si ritiene probabile la riduzione dell'80 % della popolazione nei prossimi 10 anni. Per questi motivi la Lista rossa IUCN classifica Abutilon menziesii come specie in pericolo critico di estinzione (Critically Endangered).

## Rapporti con l'uomo
Viene coltivata come pianta ornamentale in giardini e orti botanici. Nella cultura tradizionale hawaiana i fiori del genere Abutilon venivano utilizzati per confezionare le caratteristiche ghirlande e il loro succo veniva impiegato come lassativo nella medicina popolare.